# Marshall (Michigan)
Marshall – miasto w Stanach Zjednoczonych, w stanie Michigan, w hrabstwie Calhoun.